# Cesena

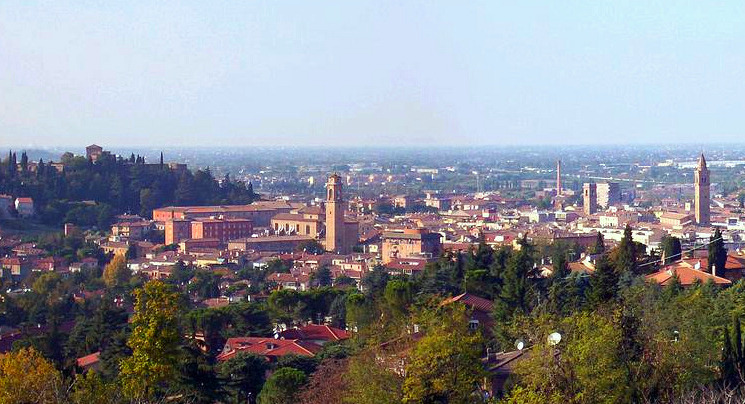
Cesena

Cesena is een stad in de Italiaanse regio Emilia-Romagna in Italië. Samen met Forlì is Cesena de hoofdstad van de provincie Forlì-Cesena. De stad ligt aan de rivier de Savio op vijftien kilometer van de Adriatische Zee. De plaatselijke economie draait vooral op de landbouw en de voedingsmiddelenindustrie. De stad is officieel in de derde eeuw voor Christus ontstaan als Romeinse stad onder de naam Caesena. Waarschijnlijk werd deze plaats aan de voet van de Apennijnen daarvoor al bewoond door de Etrusken.
Het hedendaagse Cesena heeft een compact stadscentrum. De hoofdstraat is de Corso Garibaldi, die een voortzetting van de historische Via Emilia is. In Cesena zijn diverse parken. Cesena bezit een van de drie nog bestaande 'kettingbibliotheken' met circa 300.000 boeken waarvan 1753 met de hand geschreven; de andere zijn in Zutphen en Hereford.

## Bezienswaardigheden
Enkele bezienswaardigheden in Cesena zijn:
- Rocca Malatestiana Cesena, kasteel uit 1380
- Duomo Cesena, 14de-eeuwse kathedraal
- Abbazia di Santa Maria del Monte, abdij van Santa Maria del Monte met Galleria dei dipinti antichi della Cassa di Risparmio di Cesena
- brug Ponte Clemente uit 1732 over de rivier de Savio
- Teatro Alessandro Bonci
- Piazza del Popolo met fontein in 1591 gemaakt door Francesco Masini
- Palazzo Comunale di Cesena, gemeentehuis

## Musea
- Pinacoteca Comunale di Cesena, museum
- Museo di scienze naturali (Cesena), natuurmuseum
- Museo archeologico di Cesena

## Sport
AC Cesena is de professionele voetbalploeg van Cesena en speelt in het Stadio Dino Manuzzi. AC Cesena was actief op het hoogste Italiaanse niveau de Serie A.

## Geografie
Cesena grenst aan de gemeenten Forlì, Ravenna en Rimini. Dichtstbijzijnde grote stad is Bologna.

## Geschiedenis
Zie bloedbad van Cesena in 1377.

## Galerij

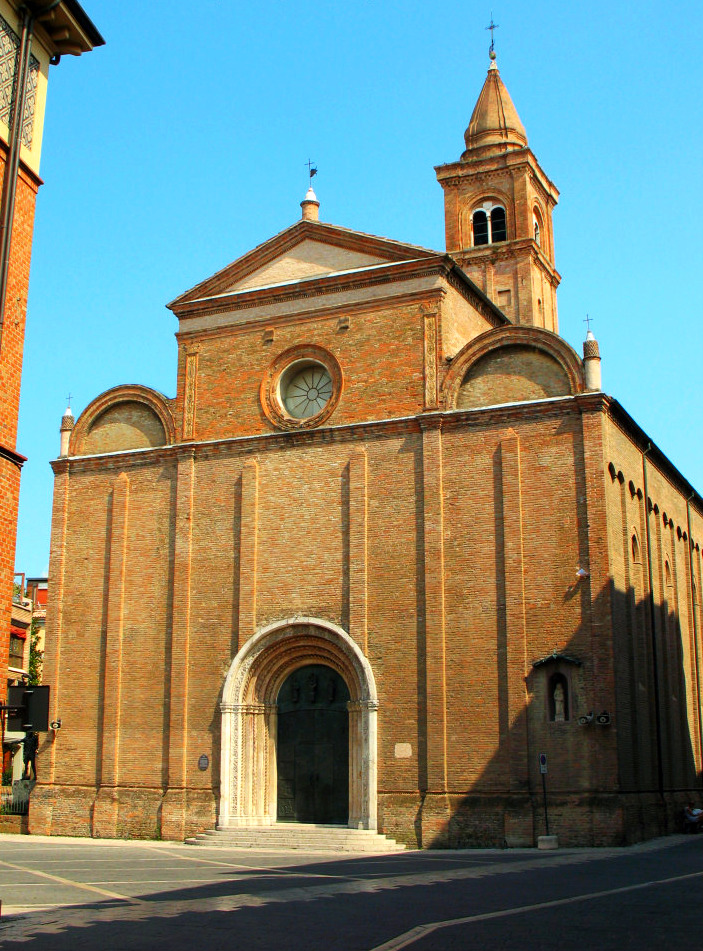
Duomo Cesena
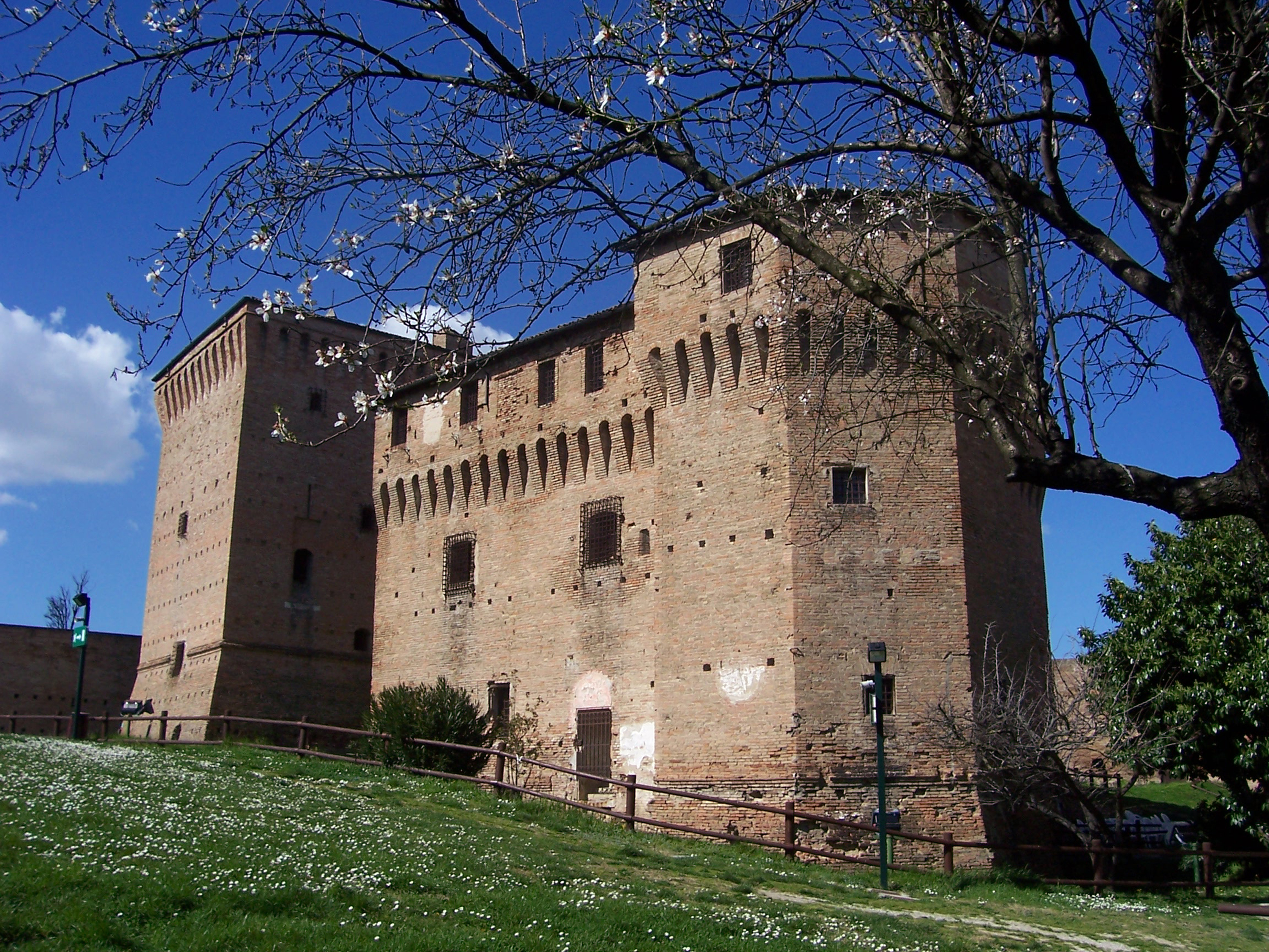
Rocca Malatestiana Cesena
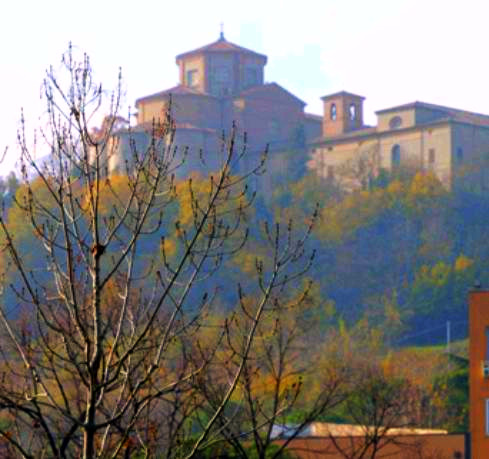
Abdij Santa Maria del Monte
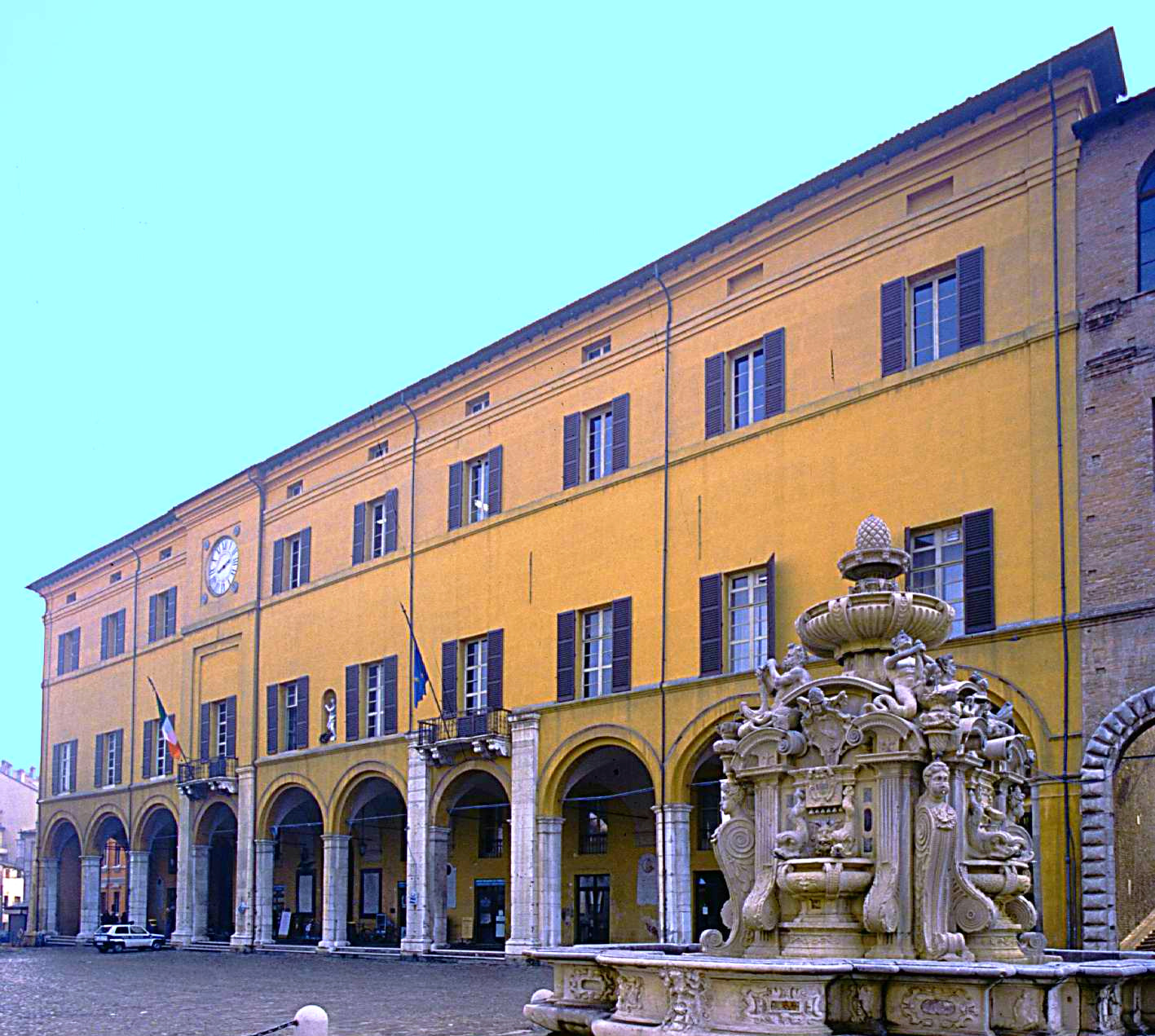
gemeentehuis
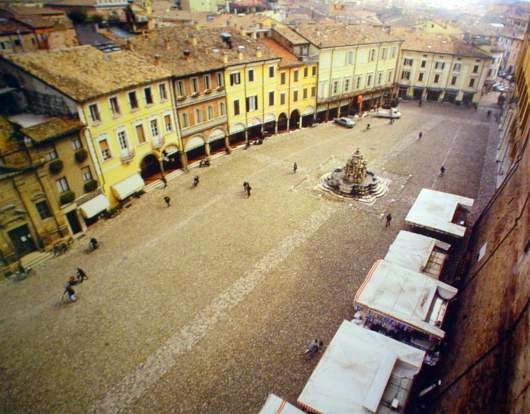
Piazza del Popolo
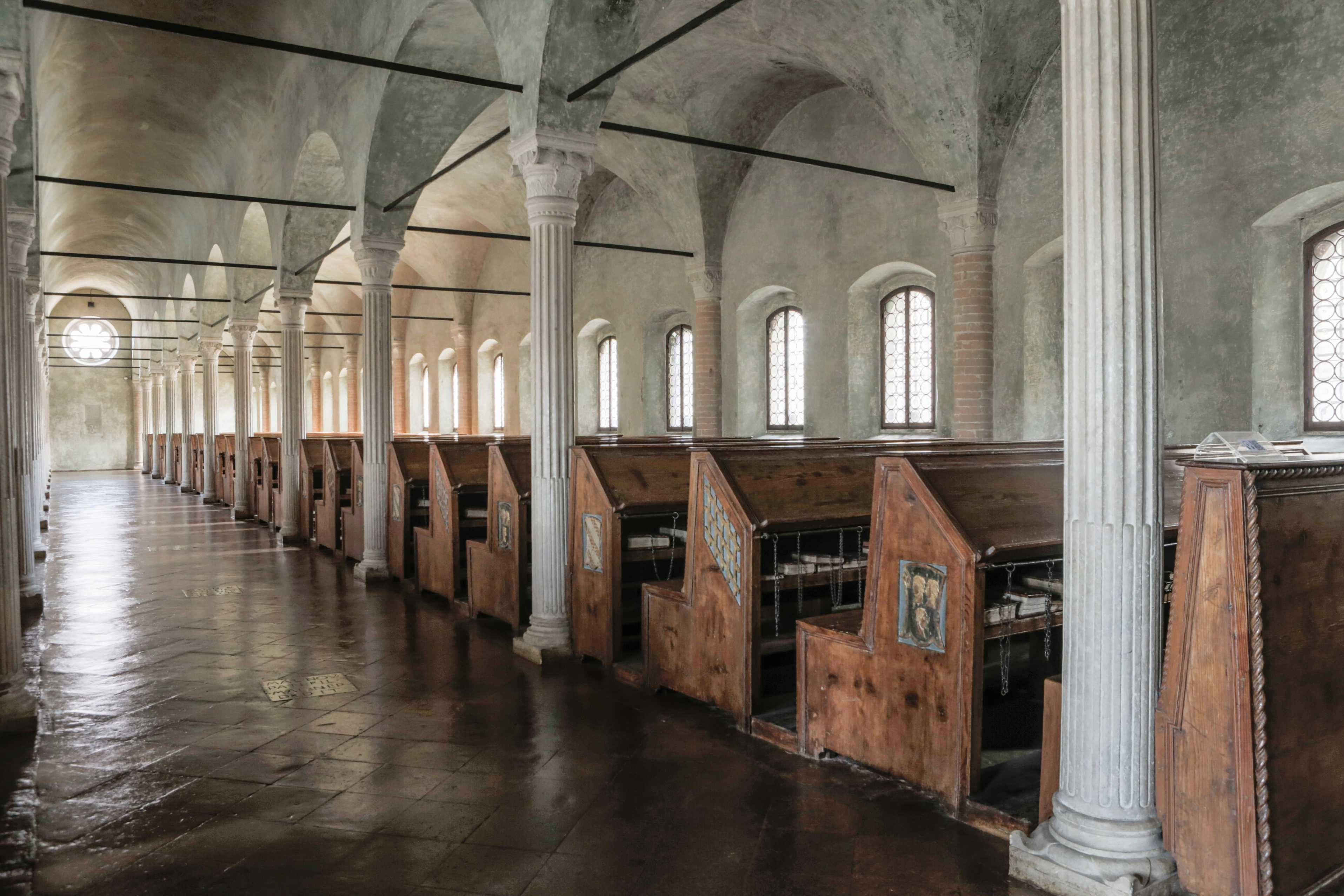
Biblioteca Malatestiana

## Verkeer en vervoer
Cesena is bereikbaar via de E65, A14 en de E45. Cesena beschikt over een treinstation voor onder andere de spoorlijn Bologna–Ancona. Luchthaven in Forlì en luchthaven Rimini.

## Geboren
- Giovanni Carlo Bandi (1709-1784), kardinaal-bisschop van Imola en oom van paus Pius VI
- Paus Pius VI (1717-1799), geboren als Giovanni Angelo Conte Braschi
- Paus Pius VII (1742-1823), geboren als Luigi Barnaba Chiaramonti
- Dario Ambrosini (1918-1951), motorcoureur
- Azeglio Vicini (1933-2018), voetballer en voetbaltrainer
- Marcellino Lucchi (1957), motorcoureur
- Nicoletta Braschi (1960), actrice
- Romeo Castellucci (1960), regisseur
- Sebastiano Rossi (1964), voetballer
- Lorenzo Minotti (1967), voetballer
- Marco Pantani (1970-2004), wielrenner
- Luca Celli (1979), wielrenner
- David Vignoni (1980), grafisch kunstenaar
- Lorenzo Lanzi (1981), motorcoureur
- Enrico Rossi (1982), wielrenner
- Manuel Belletti (1985), wielrenner
- Vasco Regini (1990), voetballer
- Manuel Senni (1992), wielrenner
- Enrico Rossi (1993), beachvolleyballer
- Mattia Zaccagni (1995), voetballer

## Overleden
- Nicky Hayden (1981-2017), motorcoureur

## Ereburgers
- Antonio Lanfranchi (17 mei 1946), voormalig bisschop van Cesena-Sarsina